# Boris Borvine Frenkel
Boris Borvine Frenkel (wł. Borys Frenkel) (ur. 1895 w Kaliszu lub w Słupcy, zm. 30 kwietnia 1984 w Paryżu) – polski malarz pochodzenia żydowskiego działający we Francji.

## Życiorys
Wychował się na wsi, uczył się w chederze. Po ukończeniu w 1916 kaliskiego gimnazjum (1916) uczył się grawerowania, później wyjechał do Lwowa, gdzie od 1919 studiował na Wydziale Architektury tamtejszej Politechniki. Zaangażował się w działalność komunistyczną (inne źródła mówią o współpracy z anarchistami), został aresztowany za kolportowanie ulotek o treści antypaństwowej i osadzony w więzieniu w Warszawie. Po odbyciu kary wyjechał do Berlina, gdzie zetknął się z żydowskim środowiskiem intelektualnym i artystycznym. Poznał Else Lasker-Schüler, Pereca Markisza i Chajma Nachmana Bialika oraz twórczość grupy "Der Sturm". Zatrudniony w teatrze Erwina Piscatora tworzył dekoracje do wystawianych tam przedstawień. Następnie  zaciągnął się do pracy na statku towarowym i opłynął świat, podczas podróży statek zawijał do portów Afryki i Australii. 
W 1924 zamieszkał na krótko w Paryżu, następnie wyjechał do Brukseli, gdzie mieszkał do 1930. Pobierał tam lekcje u Henry'ego van de Veldego, ukończył też École des arts décoratifs, na ten okres datuje się jego największa aktywność twórcza. Zaangażował się również w działalność teatralną, był choreografem sztuki „Siedmiu powieszonych” Leonida Andriejewa, a następnie założył własne warsztaty sztuki dramatycznej. Był organizatorem kilku przedstawień, które wystawiono w języku rosyjskim i jidysz. W 1930 w Musées royaux des Beaux-Arts de Belgique w Brukseli miała miejsce wystawa indywidualna jego twórczości, jednak wkrótce został wydalony z Belgii i zamieszkał w Paryżu. W 1937 przyłączył się do Fundacji Żydowskiego Związku Malarzy, która skupiała ponad dwustu artystów. Po wybuchu II wojny światowej i wkroczeniu wojsk niemieckich ukrywał się w południowo-zachodniej Francji. Powrócił do Paryża po zakończeniu wojny. By uczcić pamięć zgładzonych podczas Holokaustu bliskich i znajomych założył w 1960 stowarzyszenie i magazyn "Nos Artistes", publikował też w piśmie "Unser Stimme".